# Reserva de flora Stony Range
El Reserva de flora de Stony Range, (inglés: Stony Range Flora Reserve o también Stony Range Botanic Garden) es un jardín botánico de 3,3 hectáreas de extensión, a unos 18 km de Sídney, Nueva Gales del Sur, Australia.  
El código de reconocimiento internacional de "Stony Range Flora Reserve" como miembro del "Botanic Gardens Conservation Internacional" (BGCI), así como las siglas de su herbario es DEEWH.

## Localización e información
El jardín botánico Stony Range Flora Reserve se ubica en los suburbios del Noreste de Sídney en "Dee Why" en el corazón de las playas del norte, a unos 18 km de Sídney. 
Stony Range Flora Reserve Pittwater Road, Dee Why, NSW 2099, Australia.
Planos y vistas satelitales.33°45′28.152″S 151°16′57.903″E / -33.75782000, 151.28275083
Es visitable todos los días del año. La entrada es con donación simbólica de 50 céntimos.

## Historia
En 1800 estos terrenos fueron conseguidos antes de que fueran subastados como lote de terrenos agrícola. Más tarde se utilizó como cantera de piedra. 
En 1957 la cantera fue abandonada y se reacondicionó como un jardín de plantas nativas por un grupo de voluntarios 'verdes', dirigido por los visionarios Joe Corkery y Alec Blombery. Se le da el nombre de "Stony Range Reserve" por encontrarse situado en el acantilado de "Hawkesbury Sandstone".
La reserva fue abierta al público oficialmente el 2 de septiembre de 1961 por el Hon. KC Compton, Ministro de los territorios. En 1969 fue oficialmente inaugurada la charca decorativa por el presidente del condado de "Warringah Shire", Councillor Huntingdon. En el 2007, el "Stony Range Flora and Fauna Reserve" fue renombrado como "Stony Range Botanic Garden".
Desde su inauguración, Stony Range ha sido ampliamente sembrados, regenerado y reforestado por un entusiasta grupo de voluntarios con la ayuda de donaciones públicas y la financiación del Consejo. Las plantas nativas de toda Australia se han plantado en el jardín junto con especies indígenas locales.

## Colecciones
Las colecciones vivas en el jardín botánico son al 100 % de flora australiana. "Stony Range Botanic Garden" alberga secciones de varios microclimas, así:  
- Rainforest gully (Selva Gully), después de medio siglo de crecimiento, la selva tropical gully está considerada como uno de los mayores logros de la reserva gracias a Alec Blombery, uno de los miembros fundadores del jardín. Cuando Stony Range fue creado en sus inicios, el área a lo largo del arroyo principal estaba infestado con las malas hierbas nocivas tales como la lantana y el ligustrum. Hoy en día, es un oasis de frescor poblado de cedros, "coachwood" (Ceratopetalum apetalum), "flame trees" (Brachychiton acerifolius), "hoop pine" (Araucaria Cunninghamii), "pilly Lilly" (Acmena smithii), helechos y palmas.
- Sandstone heath (piedra arenisca de salud), el sitio de la piedra arenisca de salud en la zona alta de la reserva forma parte de la cantera de piedra que fue reacondionada con relleno de  tierra. Hoy en día existe una colección de hierbas, grevilleas y baeckias que todos ellos crean una atrayente exhibición en diferentes momentos del año.
- Ecosistema de Federation Cascades, las cascadas que forman la "Federation Cascades" fueron construidas por un grupo de voluntarios en 2001 para conmemorar los 100 años de Federación en Australia.